# Черняев, Константин Петрович
Константин Петрович Черняев (4 сентября 1909, Ашхабад-21 июля 1982, Москва) — советский государственный, хозяйственный и партийный деятель.

## Биография
Родился 4 сентября 1909 году в г. Ашхабаде. Член ВКП(б) с 1929 года.
Закончил Московский институт стали им. И. В. Сталина.
С 1940 года — на хозяйственной, общественной и политической работе.
1940—1942 гг.
заместитель секретаря комитета ВКП(б) 1-го государственного автомобильного завода имени И. В. Сталина
1942—1943 гг.
партийный организатор ЦК ВКП(б) завода «Динамо»
1943—1947 гг.
партийный организатор ЦК ВКП(б) завода «Серп и Молот»
1947—1950 гг.
1-й секретарь Первомайского районного комитета ЦК ВКП(б) (Москва)
1950—1952 гг.
секретарь Московского городского комитета ВКП(б)
1952—1954 гг.
заведующий Сектором Отдела партийных органов ЦК КПСС
1954—1956 гг.
заведующий Сектором Отдела партийных органов ЦК КПСС по союзным республикам 
1956—1960 гг.
заместитель министра внутренних дел СССР по кадрам
1962—1965 гг.
управляющий делами ЦК КПСС
1965—1970 гг.
заместитель председателя Государственного комитета СМ СССР по науке и технике
1970—1978 гг.
директор ВДНХ СССР (Москва)
Избирался депутатом Верховного Совета РСФСР 3-го созыва.